# Мелодичный дэт-метал
Мелодичный дэт-метал (англ. melodic death metal, MDM), а также мелодэт (англ. melodeath) — это поджанр дэт-метала, в котором используются очень мелодичные гитарные риффы, часто заимствованные из традиционного хеви-метала (включая Новую волну британского хеви-метала). Этому жанру присуща тяжесть дэт-метала, но с очень мелодичными или гармонизированными гитарными риффами и соло, и часто присутствует пронзительный скрим наряду с низким гроулом, обычно характерным для традиционного дэт-метала. Основанный английской группой Carcass с альбомом Heartwork 1993 года, мелодичный дэт-метал получил дальнейшее развитие в Швеции в середине 1990-х. Однако журнал Kerrang! заявляет, что жанр по-настоящему зародился в Швеции, где такие группы, как Entombed и Dismember, сочиняли суровый дэт-метал с невероятными припевами и хорошо запоминающимися риффами (см. дэт-н-ролл).

## Характеристики
Музыка
В основе звучания — дэт-метал, с его быстрыми бласт-битами и искажёнными гитарами, а также традиционный хеви-метал, с мелодичными риффами. Звучание мелодэта гораздо чище и ярче, чем у классического дэт-метала, в нём часто присутствуют двухголосные гитарные мелодии. Чистый вокал, акустические гитары и клавишные также широко присутствуют у многих мелодэт-исполнителей. Вокал представляет собой смесь резкого скрима и чистых, мелодичных гармоний. Также распространен гроул в стиле дэт-метала, обычно смешанный со скримом.
Лирика
Тематика песен мелодик-дэт-метала разнообразна. Чаще всего поётся о мистике (как в блэк-метале), жестокости (как в традиционном дэт-метале), и обречённости (как в дум-метале). Нередко исполняются песни в тематике германо-скандинавской мифологии, например, шведская группа Amon Amarth (хоть и не считает себя причастной к викинг-металу), или немецкие группы Obscurity и Varg, или американская Destroy Destroy Destroy.

## История

### Истоки (начало – середина 1990-х)
Большую долю создания и популярности мелодичного дэт-метала можно отнести к группам At the Gates, In Flames и Dark Tranquillity, чьи музыкальные релизы начала 1990-х годов (а именно Slaughter of the Soul (1995), The Jester Race (1996) и The Gallery (1995) соответственно) определили жанр и заложили основу гётеборгской метал-сцены. Писатель Гэри Шарп-Янг считал гётеборгскую сцену коммерческим спасением дэт-метала: «Гётеборг стал новой Тампой, и жанр получил новую жизнь». Титульные мелодические элементы прослеживаются в традиционных скандинавских музыкальных мотивах. Еще одним пионером была английская группа Carcass, которая исполняла грайндкор на своих первых двух релизах, но уклонилась в дэт-метал и его более мелодичный стиль на Necroticism – Descanting the Insalubrious (1991) и Heartwork (1993). Альбом группы Death 1995 года Symbolic также повлиял на развитие жанра. Ceremonial Oath и Eucharist также играли мелодичный дэт-метал в самом начале 1990-х годов; однако они никогда не привлекали особого внимания за пределами собственной сцены.
В альбоме The Jester Race группы In Flames дэт-метал сочетался с гитарными риффами, на которые сильно повлияли такие группы, как Iron Maiden и Judas Priest. Звучание альбома резко контрастировало с традиционным дэт-металом и сделало шведский дэт-метал более доступным для большего числа людей, по сравнению с другими шведскими дэт-метал-альбомами, которые положили начало новому звучанию, включая дэт-н-ролл, как в альбоме Wolverine Blues (1993) группы Entombed. Песня "Slaughter of the Soul" группы At the Gates оказала влияние на многие американские метал-группы, особенно на металкор-группы, которые использовали гитарные риффы и вокал, имитируя музыку At the Gates. Вокал также был отмечен AllMusic, как более разборчивый, чем вокал других дэт-металлистов, и напоминал пронзительные крики, которые предвещали американские скримо-группы 2000-х годов. Альбом принес At the Gates андерграундную популярность, включая ротацию в телепередаче Headbanger's Ball на MTV, номинацию на шведскую премию Грэммис и американские туры с Morbid Angel и Napalm Death.

### Расширение и появление мелодичного металкора (конец 1990-х - начало 2000-х)
В конце 1990-х и начале 2000-х мелодик-дэт-метал быстро расширился, появилось множество групп, в том числе Amon Amarth, The Black Dahlia Murder, Arch Enemy, Soilwork, Insomnium и Children of Bodom. Кроме того, другие жанры начали использовать мелодичный дэт-метал как влияние, включая мелодичный металкор и мелодичный блэк/дэт. Стюарт Мейсон утверждает, что мелодичный металкор стал очень популярен в США, используя термин «шведекор» для описания металла в скандинавском стиле, исполняемого нескандинавскими группами. Многие мелодик-дэт-метал и металкор-группы (особенно после того, как мелодик-металкор-группа Killswitch Engage стала популярной) находились под сильным влиянием "Slaughter of the Soul" группы At the Gates. Многие хэви-метал-группы середины 2000-х, в свою очередь, получили ярлык «поклонение At the Gates».

### Популярность (2000-е)
В 2000-е годы среди поклонников хэви-метала стал популярен мелодичный дэт-метал. В 2002 году альбом In Flames Reroute to Remain (2002) занял 10-е место в чарте Top Heatseekers. Альбом, сохранивший мелодичное дэт-металлическое звучание группы, продемонстрировал сочетание различных музыкальных жанров, включая электронику и хип-хоп, а также чистое пение. Это помогло группе обрести новых поклонников, одновременно оттолкнув старых. Следующие два альбома In Flames, Soundtrack to Your Escape (2004) и Come Clarity (2006), заняли 145 и 58 места в Billboard 200 соответственно, а последний альбом принёс группе шведскую премию Грэммис. The Black Dahlia Murder, Arch Enemy, Children of Bodom и Amon Amarth также вошли в Billboard 200 в течение десятилетия 2000-х. В середине-конце 2000-х мелодик-металкор стал одним из самых популярных жанров хэви-метала: такие группы, как Killswitch Engage, Unearth, Bullet for My Valentine, All That Remains, Shadows Fall и Atreyu, добились успеха, стали хедлайнерами крупных фестивалей и продавали много записей. Мелодичный металкор сочетал в себе элементы мелодичного дэт-метала, такие как мелодичные гитарные риффы и скрим, с элементами оригинального стиля металкора, такими как брейкдауны. Большое влияние на эти группы оказали At the Gates и In Flames. Killswitch Engage часто называют группой, которая сделала мелодичный металкор мейнстримом среди поклонников хэви-метала. Некоторые дэткор-группы того времени, такие как Through the Eyes of the Dead и Bring Me the Horizon, сочетали дэткор с мелодичным дэт-металом.

## Смеси различных поджанров с MDM
Со временем мелодичный дэт-метал развился и охватил широкий спектр стилей и влияний. Некоторые группы пошли дальше в направлении прогрессива и экспериментов, в то время как другие включили элементы из других жанров, таких как фолк, симфонические аранжировки или даже электронная музыка. Это разнообразие помогло мелодэту сохранить свою актуальность и привлечь широкую аудиторию в металлическом сообществе.
Спид-метал/пауэр-метал
Финская школа отличается быстрой скоростью исполнения, такие группы, как Children of Bodom, Kalmah и Norther были очень популярны в своё время. Есть также представители из других стран, например, датская группа Mercenary.
Дэт-дум-метал/готик-метал
В Финляндии есть много мелодэт-исполнителей с примесью дэт-дум-метала и/или готик-метала, как, например, Insomnium, Rapture, Dark the Suns и Before the Dawn. Есть также представители из других стран, например, немецкая группа Crematory.
Фолк-метал
Существует большой пласт исполнителей смешивающих звучание мелодэта с фолк-металом, как, например, Battlelore, Cadacross, Wintersun, Ensiferum, Eluveitie, Claim the Throne, Blackguard, Svartsot, Suidakra, Die Apokalyptischen Reiter, Æther Realm, Falchion и прочие.
Симфоник-метал
Симфонические элементы включают в свою музыку Eternal Tears of Sorrow, Dark Lunacy, Hollenthon, Ex Deo, Brymir, Symphony of Heaven и прочие.
Трэш-метал
Есть представители мелодэта близкие к трэш-металу, что выражается в уменьшенной мелодичности риффов: Battlecross, Hatesphere, The Haunted, Carnal Forge, Darkane, Decadence, Ebony Tears, Yyrkoon и другие.
Грув-метал:
Представители: Orbit Culture
Прогрессив-метал:
Представители: Amorphis, Edge of Sanity, Persefone, Disillusion, Scar Symmetry, In Mourning, Be’lakor, Witherscape, Into Eternity (группа).
Электроника
Представители: Blood Stain Child, Ember Falls

## Представители
Журнал Metal Hammer опубликовал список из 10 самых важных альбомов мелодичного дэт-метала:
- Carcass – Heartwork (1993)
- At the Gates – Slaughter of the Soul (1995)
- Edge of Sanity – Crimson (1996)
- Arch Enemy – Black Earth (1996)
- In Flames – Clayman (2000)
- Soilwork – The Chainheart Machine[англ.] (2000)
- The Crown – Crowned in Terror[англ.] (2002)
- Dark Tranquillity – Character (2005)
- The Black Dahlia Murder – Nocturnal[англ.] (2007)
- Amon Amarth – Twilight of the Thunder God (2008)

В России
Наиболее известные представители в России: Scream In Darkness, Deviant Syndrome, Solerrain, Dorgmooth.